# Romet Chart
Romet Chart 210 i 211 – polski motorower produkowany w latach 1988-1994 w Zakładach Rowerowych Predom-Romet.

## Historia
Romet Chart to najmłodszy i najnowocześniejszy oraz ostatni motorower z oryginalnej rodziny Romet, produkowany w latach 1988-1994. W Charcie odmiennie niż w dotychczas produkowanych pojazdach zastosowano skonstruowane od nowa i specjalnie dla niego nie tylko silnik i ramę, ale także większość innych zespołów i ich elementów.
Zrezygnowano ze stosowanych wcześniej w motorowerach uproszczeń konstrukcyjnych, stosując w ich miejsce rozwiązania typowe dla motocykli, co zbliżyło Charta do panującej wówczas wśród czołowych producentów tendencji do zmiany pojazdów klasy 50 cm³ z roweropodobnych w prawdziwe małe motocykle.  Sylwetka była nowoczesna i przypominała motocykle MZ ETZ 250.
Podstawowym modelem Charta był 210, których powstało ponad 80 tysięcy sztuk. Ponadto zbudowano około 80 sztuk modelu 211, różniącego się między innymi zastosowaniem importowanych kół odlewanych ze stopu lekkiego Sachs. W 1994 roku jednak wstrzymano produkcję Charta i w ogóle polskich motorowerów, z uwagi na małą konkurencyjność zakładów w warunkach gospodarki rynkowej. Prawdopodobnie nie podjęto nawet prób rozwoju tego motoroweru ani produkcji innego.
Nowoczesna sylwetka Charta i dobre tłumienie wstrząsów dzięki zastosowaniu hydraulicznych amortyzatorów zapewniają kierowcy wygodną pozycję i komfort jazdy. Wyposażono go także w lusterka wsteczne, kierunkowskazy oraz skuteczniejsze hamulce i elektroniczny zapłon. Chart to prawdopodobnie najlepszy projekt inżynierów z Rometa, jednak nie był on tak bardzo popularny, jak Ogar czy Komar, m.in. ze względu na wysoką cenę zakupu nowego pojazdu (wg przekazów ustnych kosztował on w 1989 roku aż 350 000 zł, podczas gdy motocykl ČZ 350 wersja 12V kosztował około 275 000 zł; średnie wynagrodzenie wynosiło wówczas 206 758 zł). Chart spisywał się dobrze w każdych warunkach w terenie, jak i na ulicy. Ze względu na swoją niezawodność, nowoczesność i osiągi nazywany jest „polskim Simsonem”.
Prototypowy Chart został opisany w gazecie Motor z 25 sierpnia 1985 roku. Motorower różnił się początkowo od produkowanego modelu 210, m.in.:
- dolną częścią przednich amortyzatorów
- metalowymi klamkami (rączkami) hamulca i sprzęgła
- błotnikami
- silnikiem
- amortyzatorami tylnymi (stosowanymi dotychczas w Ogarach i motorynkach)
- napędem licznika (w przednim kole)

- licznikiem (brak obudowy)

Według jednego z konstruktorów ten silnik miał mieć cztery biegi oraz moc większą od Simsona. Jednak z powodu odgórnie zaplanowanych oszczędności, wprowadzono skrzynię trzystopniową i uproszczono silnik, a co za tym idzie osłabiono go. Planowano także wprowadzić model z silnikiem Simsona, lecz niemiecka firma nie była zainteresowana współpracą. Silnik Dezamet 027 jest prawdopodobnie wzorowany budową wewnętrzną (skrzynia biegów, sprzęgło itd.) na jednym z silników Minarelli.

## Dane techniczne
- Silnik - dwusuwowy chłodzony powietrzem
- Typ - 027 Dezamet
- Pojemność skokowa - 49,8 cm³
- Średnica cylindra - 38 mm
- Skok tłoka - 44 mm
- Stopień sprężania - 8,0
- Moc/prędkość obrotowa - 2,06 kW (2,8 KM)/5800 obr./min
- Moment obrotowy 3,5 Nm
- Gaźnik - 14MC lub BING 1/14/206, z przysłoną rozruchową
- Sprzęgło - 3-tarczowe cierne w kąpieli olejowej
- Skrzynia biegów - 3-biegowa z nożną zmianą biegów
- Paliwo - mieszanka etyliny 86 z olejem w stosunku 30:1 (aktualnie zaleca się 1:50)
- Instalacja elektryczna - iskrownik-prądnica typ 105 - 6 V - 25W
- Cewka ładowania 6V - 1,4 A
- Akumulator 6V - 10Ah 3MB3S
- Zapłon - bezstykowy, elektroniczny moduł zapłonowy, cewka zapłonowa 6V, punkt zapłonu 2,5mm przed GMP
- Świeca zapłonowa - F-100 (Iskra); Bosch W260
- Masa silnika (bez oleju) - 15 kg

### Wymiary
- Długość całkowita - 1940 mm
- Rozstaw osi - 1200 mm
- Szerokość kierownicy - 685 mm
- Wysokość rączek kierownicy - 1000 mm
- Masa w stanie suchym - ~76 kg
- Dopuszczalne obciążenie - 160 kg/2 osoby + bagaż
- Prędkość maksymalna - 50 km/h (inne dane: ponad 60 km/h[1])
- Zużycie paliwa - 2,3 l/100 km przy prędkości 40 km/h i obciążeniu całkowitym (dane dla gaźnika 14MC)
- Pojemność zbiornika paliwa - 8,2 l (rezerwa 1 l)

### Zawieszeniekół
- przednie - widelec teleskopowy z tłumieniem hydraulicznym, skok 140 mm.
- tylne - wahacz z amortyzatorami tłumionymi hydraulicznie, skok 65 mm.

### Ogumienie
- przód - 17x2.25" (fabrycznie STOMIL DUET)
- tył - 17x2.75" (fabrycznie STOMIL PANTERA)
- Łańcuch - rolkowy 12,7x8,51x5,2 mm 110 ogniw (415H)
- Hamulce - szczękowe bębnowe o średnicy bębna 125 mm

### Oświetlenie
- przód - reflektor z żarówką BA-20d; 6V - 25/25W
- tył - lampa tylna z żarówką dwuwłóknową BAY-15d/19 w tym:
  - światło postojowe 6V - 5W,
  - światło stop 6V - 21W
- Kierunkowskazy - żarówki BA-15s/19; 6V - 21W
- przerywacz kierunkowskazów ME-2; 6V - 2x21W
- Oświetlenie prędkościomierza - żarówka BA-9s; 6V - 2W
- Sygnał dźwiękowy - 6V zasilany z akumulatora